# KkStB 108
Die Dampflokomotivreihe kkStB 108 war eine Schnellzug-Schlepptenderlokomotivreihe der k.k. österreichischen Staatsbahnen (kkStB) und der Südbahn.

## Geschichte
Gleichzeitig mit der ÖNWB XVIb und der kkStB 106 stellte die kkStB 1901 eine neue Reihe der Bauart 2'B1' („Atlantic“) in Betrieb. Karl Gölsdorf ließ sie erst nach langjährigen Studien in Serie bauen.

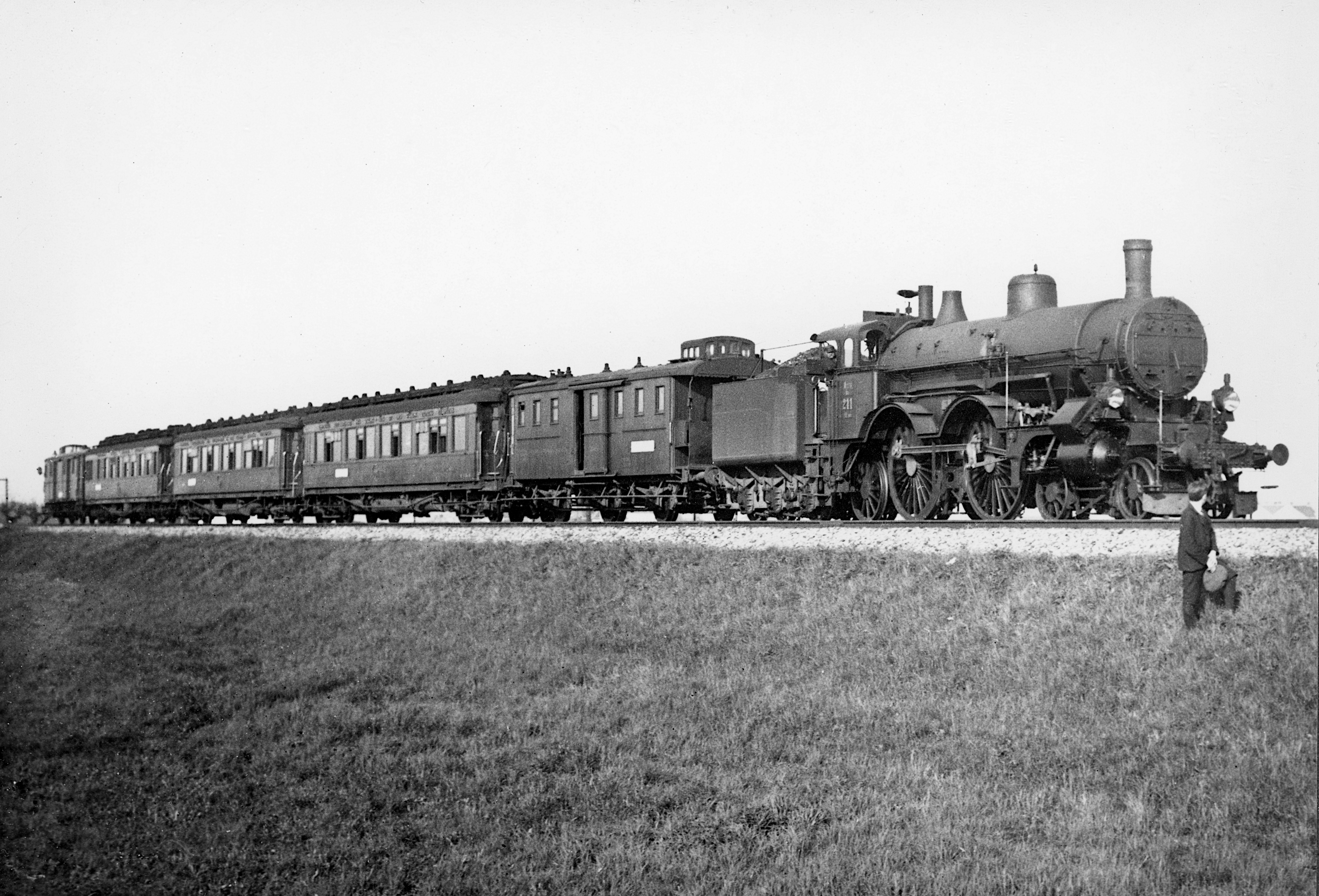
108 der Südbahn mit Luxuszug nahe Wien (1913)

Sie waren die ersten Vierzylinder-Verbundlokomotiven mit dieser Achsformel. Alle vier Zylinder trieben die erste Achse an. Die Lokomotiven erreichten problemlos 143 km/h, konnten aber aus signal- und bremstechnischen Gründen nur bis 100 km/h zugelassen werden. Die Dauerleistung war 1400 PS mit Spitzenleistungen von 1600 PS. Die Tender der Reihe 86 waren eine Neukonstruktion Gölsdorfs, die Langläufe der 108er ermöglichten. Mit diesen Tendern gekuppelt, wies das Gespann einen Gesamtradstand von 16.440 mm auf. Damit war das Maximum des bei den weit verbreiteten 16-m-Drehscheiben der kkStB machbaren ausgereizt. Auch bei der Dimensionierung des Kessels, der mit dem Stehkessel bis an das hintere Rahmenende reichte, ging Gölsdorf an konstruktive Grenzen, der Arbeitsplatz der Lokmannschaft verlagerte sich hier auf das Übergangsblech zum Tender. Das Design der Lokomotive ist, wie ebenfalls bei den Reihen 206 und 306, vom britischen Lokomotivbau beeinflusst, den Gölsdorf auf einer Englandreise studieren konnte.
Bis 1910 wurden 25 Stück dieser Reihe von der Böhmisch-Mährischen Maschinenfabrik, der Wiener Neustädter Lokomotivfabrik und der Lokomotivfabrik der StEG geliefert.
Von 1903 bis 1908 beschaffte auch die Südbahn  elf Stück der Reihe 108 (108.211–221), die von der Wiener Neustädter Lokomotivfabrik und der Lokomotivfabrik der StEG geliefert wurden. Die Lokomotiven waren wegen der kürzeren Drehscheiben der Südbahn mit einem dreiachsigen Tender gekuppelt.
Nach dem Ersten Weltkrieg kamen die kkStB-108er geschlossen zur ČSD, bei der sie fortan als Reihe 275.0 geführt wurden. Die ČSD schied diese Loks bis 1948 aus. Die Südbahn-Lokomotiven kamen nach der Verstaatlichung 1923 zur BBÖ, die sie bis 1934 aus dem Bestand schied.

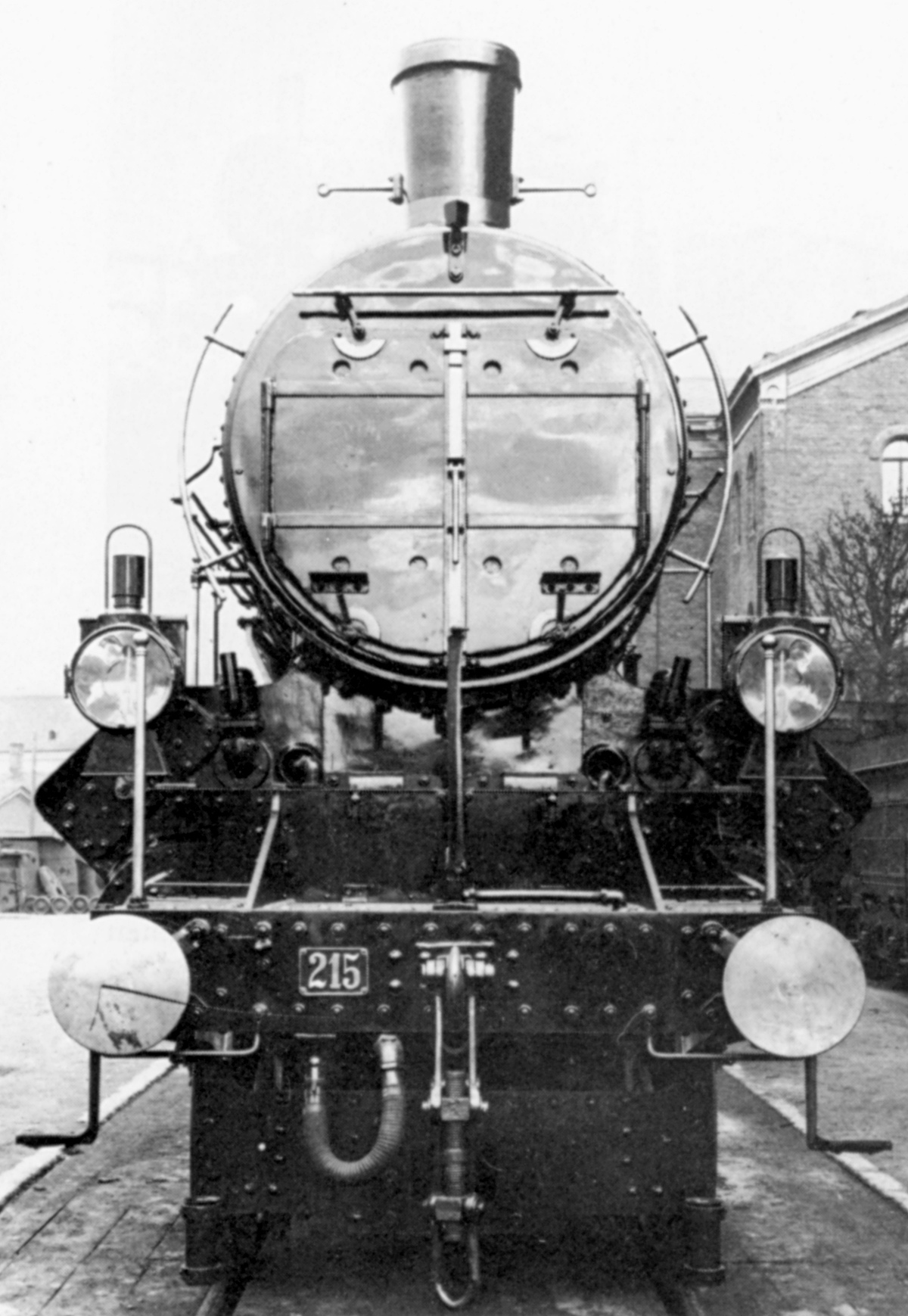
Vorderansicht der Südbahn-108.215
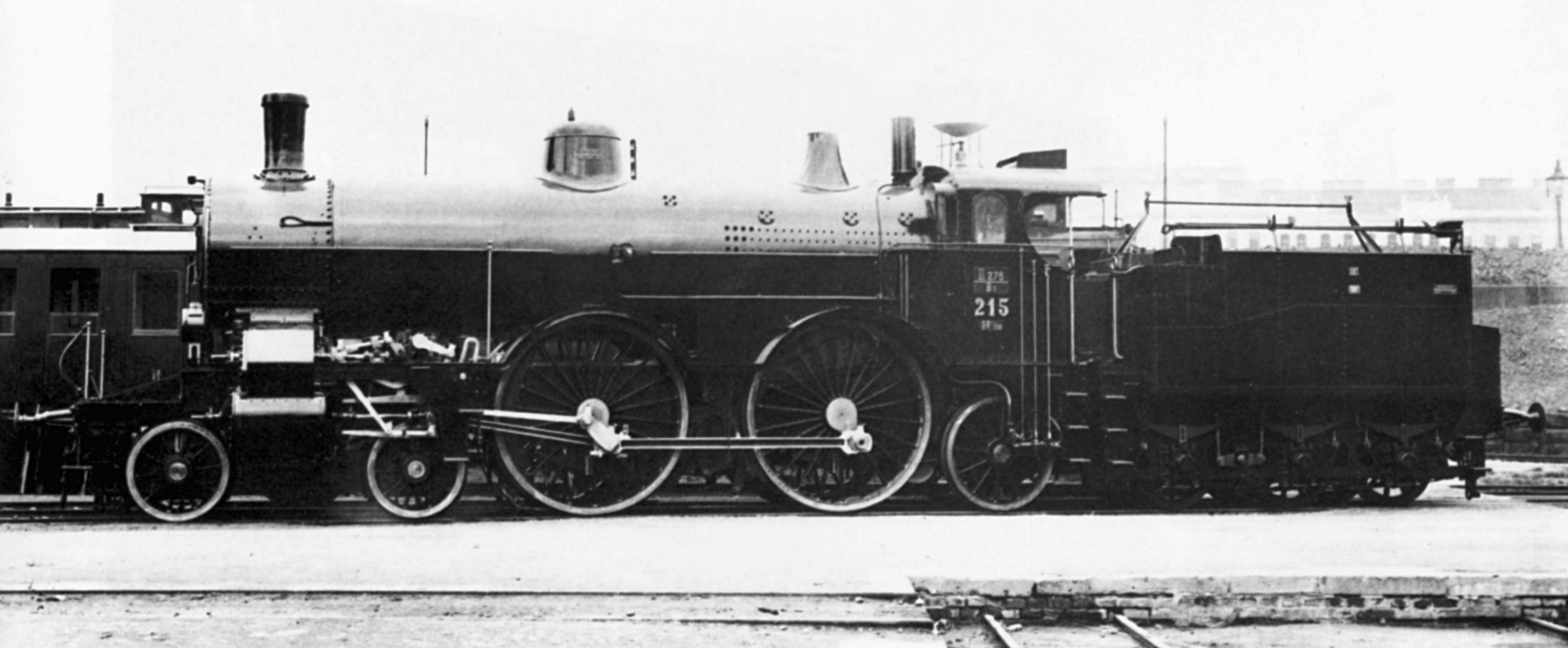
108.215 nach der Anlieferung 1903 am Wiener Südbahnhof
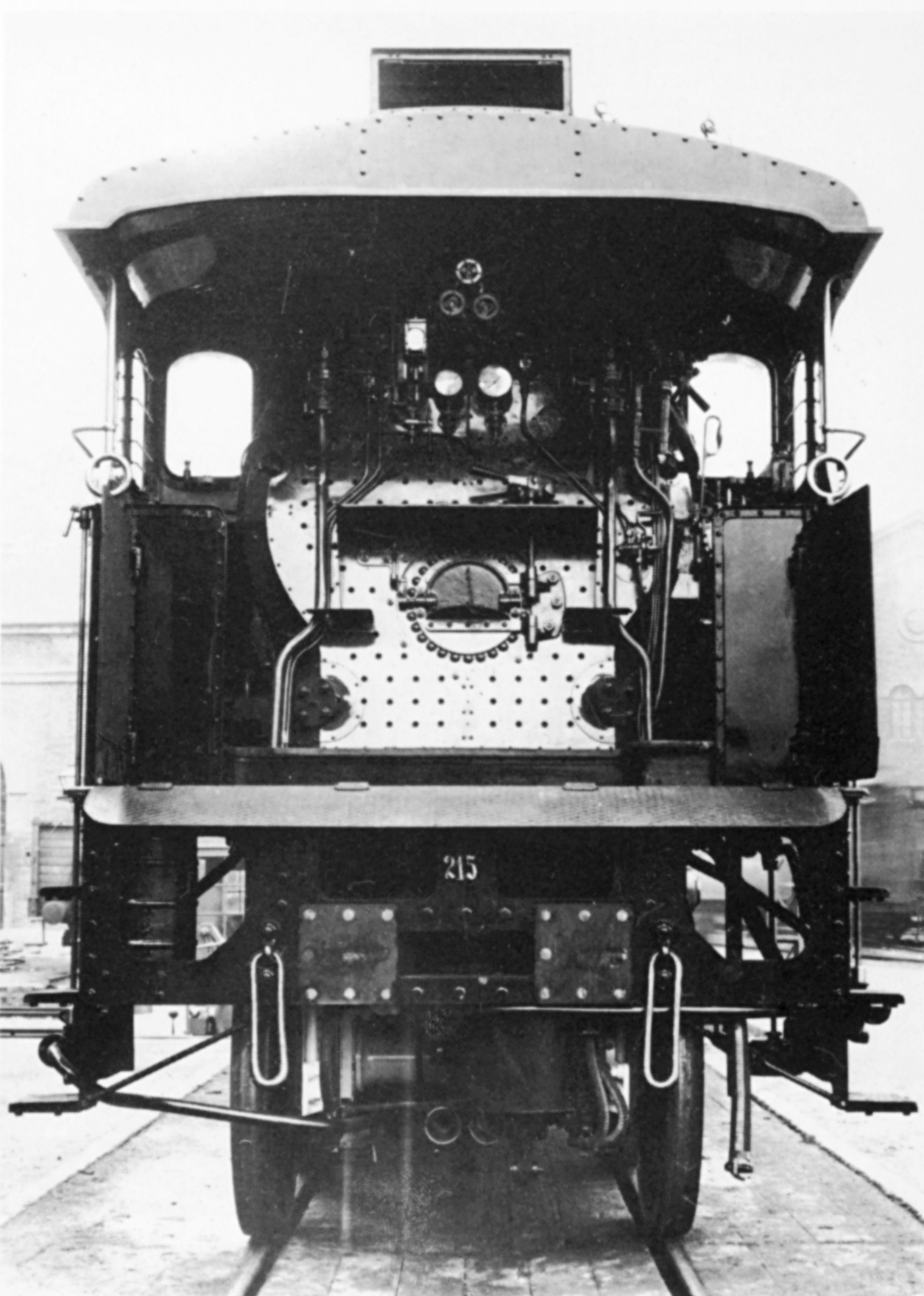
Blick in den Führerstand vor Ankuppeln des Tenders